# Zapoteca costaricensis
Zapoteca costaricensis là một loài thực vật có hoa trong họ Đậu. Loài này được (Britton & Rose) H.M.Hern. miêu tả khoa học đầu tiên.